# Geitzendorf
Geitzendorf ist ein  Dorf im  westlichen Weinviertel  in Niederösterreich wie auch Ortschaft und Katastralgemeinde der Gemeinde Großmugl im Bezirk Korneuburg.

## Geographie
Der Ort befindet sich etwa 32 Kilometer nordwestlich vom Stadtzentrum von Wien,  und 13 km südöstlich von Hollabrunn.
Er liegt etwa 3 km südwestlich von Großmugl auf um die 225 m ü. A. Höhe, im Hügelland des südlichen Weinviertel am Ringendorfer Graben, der bei Untermallebarn in den Göllersbach mündet.
Die Ortschaft umfasst etwa 40 Gebäude mit 105 Einwohnern.
Die Gesamtfläche der Katastralgemeinde beträgt gut 300 Hektar.
Der Ort erstreckt sich  an der heutigen Landesstraße L 1090 (von der L 29 nächst Senning über Geitzendorf nach Ringendorf).
Nachbarorte, -ortschaften und -katastralgemeinden
| Untergrub ∗∗ (Gem. Göllersdorf, Bez. Hollabrunn) | Ringendorf                                  | Großmugl ∗ |
|                                                  | Kompassrose, die auf Nachbargemeinden zeigt | Roseldorf  |
| Untermallebarn (Gem. Sierndorf)                  | Senning (Gem. Sierndorf)                    |            |

∗ KG Großmugl grenzt nicht an, weil sich Roseldorf südlich des Leebergs dazwischen schiebt 
∗∗ KG Untergrub grenzt nicht an, weil sich Untermallebarn westlich des Orts dazwischen schiebt 

## Geschichte
Laut Adressbuch von Österreich waren im Jahr 1938 in der Ortsgemeinde Geitzendorf ein Gastwirt, ein Schmied, ein Viktualienhändler und einige Landwirte mit Direktvertrieb ansässig.

## Kultur und Sehenswürdigkeiten
- Ortskapelle Geitzendorf (untersteht der Pfarre Senning)
- Gräberfeld Geitzendorf, über ein Dutzend Gräber der Aunjetitz-Kultur[2] (Wende 3./2. vorchristl. Jahrtausend) – ein Sensationsfund war 2008/09  Grab 3, wo die weltweit erste aktive Metallverarbeiterin der Bronzezeit nachgewiesen wurde, was ein völlig neues Licht auf die Geschlechterrollen des vorgeschichtlichen Gewerbes wirft[3]

Großmugl hat sich 2009 als Sternenlichtoase im Sinne der UNESCO-Konvention zum „Recht auf Sternenlicht“ erklärt. Das ganze Gemeindegebiet betreibt aktiven Schutz vor Lichtverschmutzung.

## Nachweise
1. ↑  Adressbuch von Österreich für Industrie, Handel, Gewerbe und Landwirtschaft, Herold Vereinigte Anzeigen-Gesellschaft, 12. Ausgabe, Wien 1938 PDF, Seite 250
2. ↑   Das frühbronzezeitliche Gräberfeld von Geitzendorf, OG Großmugl (Memento vom 1. November 2013 im Internet Archive) (pdf, urgeschichte.at)
3. ↑  Metallverarbeiterin aus Bronzezeit entdeckt, noe.orf.at